# Ладозьке озеро
Ла́дозьке озеро — найбільше озеро Європи, розташоване у Росії.

## Фізико-географічна характеристика

### Геологічна історія
Котловина Ладозького озера льодовиково-тектонічного походження. У палеозої 300—400 мільйонів років тому вся територія сучасного басейну Ладозького озера була покрита морем. Осадові відкладення того часу — пісковики, піски, глини, Вапняки — покривають потужною товщею (понад 200 м) кристалічний фундамент, що складається з гранітів, гнейсів і діабазів.
Північна частина Ладозького озера лежить на Балтійському кристалічному щиті, південна — на Східноєвропейській платформі. У найближчих до Ладоги районах південний кордон щита проходить приблизно по лінії Виборг — Приозерськ — гирло річки Видлиці — витік річки Свірі.
Сучасний рельєф утворився в результаті діяльності льодовикового покриву. Танення Валдайського льодовика на терені сучасного Ладозького озера відбулося у період між 12 500 та 11 500 років тому. Початково, після льодовика, терен Ладоги був у складі Балтійського льодовикового озера (70—80 м над сьогоденним рівнем моря) за часів історичного прісноводного етапу Балтійського моря. Основними факторами були поступовий підйом рівня світового океану, зміни рівня і режиму водойм, які існували в улоговині Балтійського моря в Голоцені, надходження води від талого льодовика і його вага — почався (і триває) підйом суші.
Звільнення від криги південної частини Ладозької улоговини відбулося близько 14 000 років тому. Спочатку на території, що звільнилася існувало незалежне прильодовикове озеро зі стоком у Балтійське льодовикове озеро. У міру підйому рівня Балтійського Льодовикового озера Ладога стала його частиною не пізніше 13 300 років тому. На ранніх стадіях басейни з'єднувалися в області Приневської низовини. Після звільнення від льодовика північної частини Карельського перешийка близько 12 200 років тому озера стали з'єднаними через широку протоку на півночі сучасного перешийка — так звану Хейнйокську протоку. Притока в районі Приневської низовини, поступово звужуючись, проіснувала до спуску Балтійського льодовикового озера. Відступ льодовика в центральній Швеції відкрив протоки в районі сучасної гори Біллінген близько 10 300 років тому, що призвело до спуску Балтійського льодовикового озера на 25—28 метрів до рівня моря впродовж лише декількох років.
За часів солонуватого Іолдійового моря (10200—9500 років тому), Ладога була тимчасово відокремлена від цього басейну. Найнижчим поріг був біля Хейн-Йоки, на схід від Виборгу, де була протока або річка до появи Неви і навіть пізніше до ХІІ сторіччя від н. е. Площа озера істотно скоротилася, особливо в південній частині.
З початком анцилової стадії 9500 років тому відбувся підйом рівня Балтійського басейну на 15—20 метрів, що призвело до повторного об'єднання басейнів через Хейнйокську протоку. 9500 років тому, Онезьке озеро маючи перед тим стік у Біле море, спрямувало свої води річкою Свір до Ладоги. Триваючий підйом рівня Анцилового озера послужив причиною трансгресії Ладозького озера близько 9300—9200 років тому, особливо вираженою в південній частині сучасного басейну. Поява річки Дана в районі сучасної протоки Великий Бельт викликала поступове падіння рівня Анцилового озера, яке сягнуло рівня моря близько 9000 років тому. Приблизно тоді Ладога знову відокремилась від Балтійського басейну, а її рівень опустився значно нижче сучасних відміток. Хейнйокська протока висохла і на півночі Карельського перешийка з'явились сучасні озера.
Прийнято вважати, що в період від 9000 до 5000 років тому стік із Ладозького озера відбувався у Виборзьку затоку через систему проток озерно-річкової системи Вуоксі. Поріг стоку був розташований у районі селища Вєщєво.
Ладозьке озеро поступово відходило на південь у результаті підняття з півночі Балтійського щита. Припускають можливість проникнення соленої води, під час наступної трансгресії Літоринового моря, до Ладоги між 7000 і 5000 років тому.
Між 5700 і 5000 років тому озеро Саїмаа прорвало гряду Салпаусселькя-I в районі Іматри утворивши сучасний канал стоку в Ладогу через систему Вуоксі й значно збільшивши водозбірний басейн озера. Через це рівень Ладозького озера піднявся на 1—2 метри
Близько 5000 років тому почався підйом рівня Ладозького озера, причини якого зазвичай пов'язують зі збільшенням прибуткової частини водного балансу озера після приєднання системи Саїмаа. Предметом дискусій є механізм стоку з Ладозького озера в період між формуванням сучасного напрямку стоку в системі Вуоксі і появою Неви. Нерівномірне ізостатичне підняття північної й південної частин озера призвело до «перекидання» улоговини Ладозького озера в південному напрямку. У Приневській низовині тоді існували річки Мга, гирло якої лежало на місці сучасного витоку Неви і Тосна, що впадала у Фінську затоку, розділені вододілом у районі сучасних Іванівських порогів. Підйом рівня в південній частині Ладоги призвів до підтоплення долини Мги і розмиття Мгинсько-Тосненського вододілу близько 2500 років тому (за іншими оцінками — від 4500 до 1200 років тому). Під час подальшого поглиблення долини сформувалося сучасне русло Неви. Рівень озера після утворення Неви впав на 12—13 метрів.
Річка Нева виникла коли Ладозька вода прорвала пороги і попрямувала нижньою течією Іжори до Фінської затоки. Це сталося 3410—3250 років тому.
Велику частину акваторії озера займає Ладозький грабен, який має північно-західний напрямок, паралельний берегу Ладозького озера. Занурення фундаменту тут понад 600 м, ширина грабену близько 150 км.

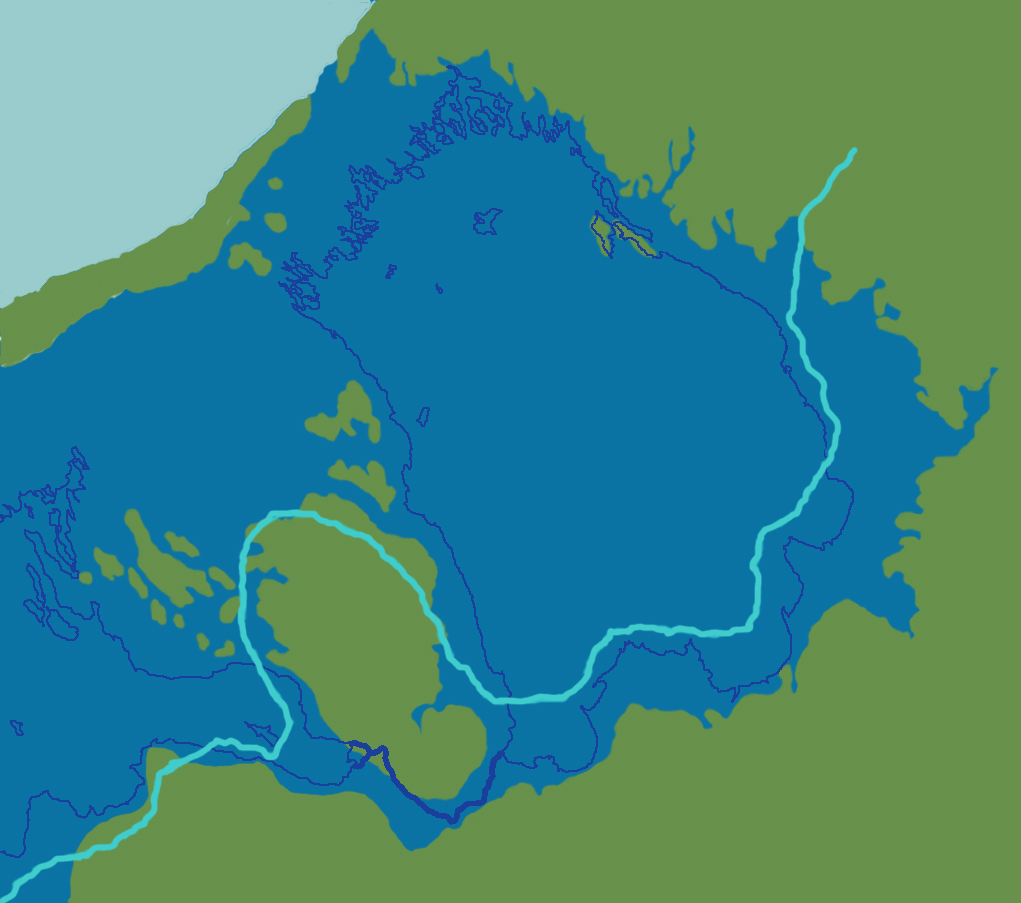
Ладозьке озеро як частина Балтійського льодовикового озера (між 12 200 і 10500 років тому). Блакитна лінія — межа покривного заледеніння 13 300 років тому.
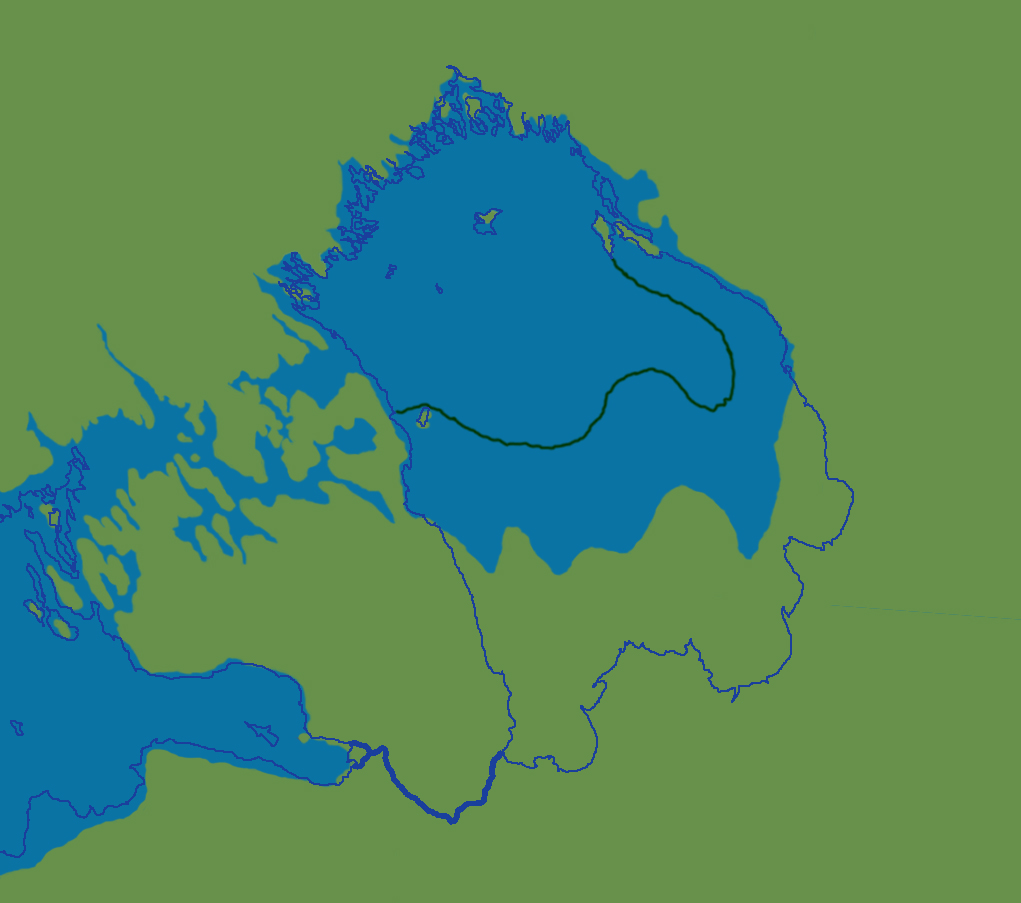
Ладозьке озеро як частина Анцилового озера (між 9300 і 9200 років тому). Зелена лінія — положення південної берегової лінії Ладозького озера під час існування Іольдійового моря.
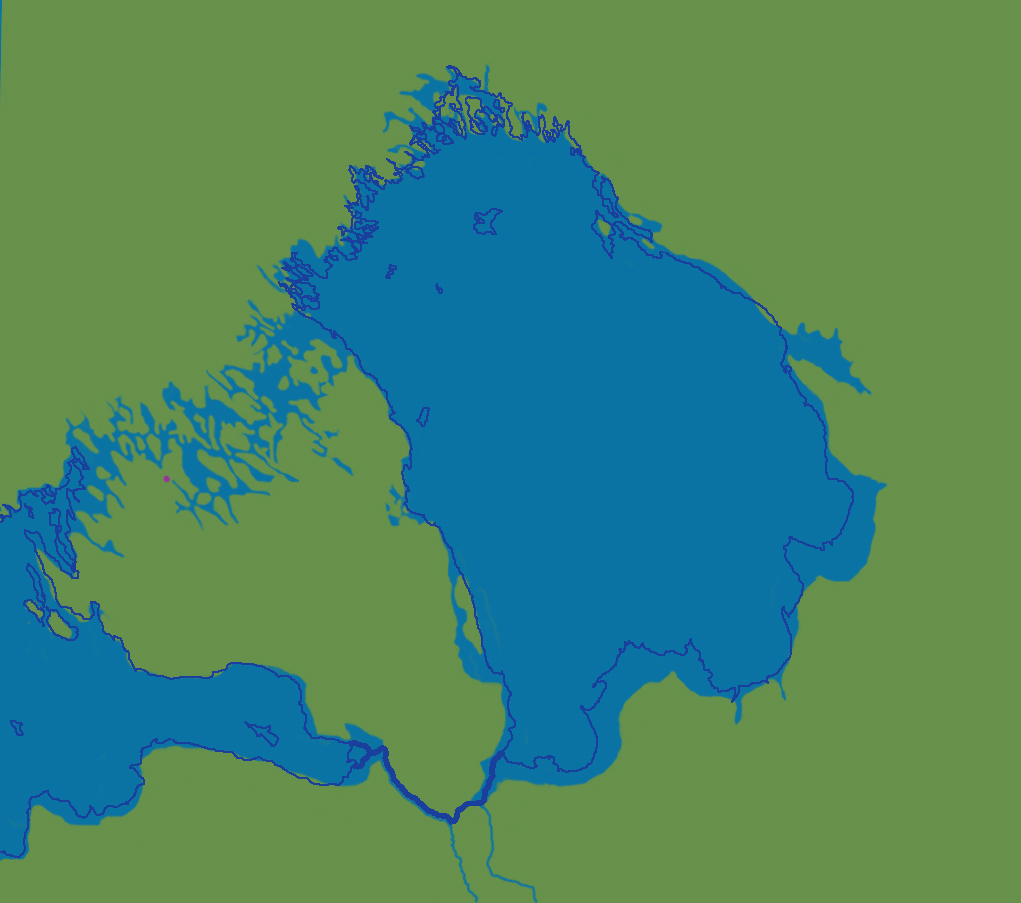
Берегова лінія Ладозького озера в період максимуму Ладозької трансгресії перед появою Неви (між 4500 і 2500 років тому). Показані долини річок Мга та Тосна і вододіл між ними.

|                                   |
| Ладозьке озеро в районі Сортавали |

### Клімат
Клімат над Ладозьким озером помірний, перехідний від помірно-континентального до помірно-морського. Такий тип клімату пояснюється географічним положенням і атмосферною циркуляцією характерною для Ленінградської області. Це обумовлено порівняно невеликою кількістю сонячного тепла, що потрапляє в земну атмосферу і досягає земної поверхні.

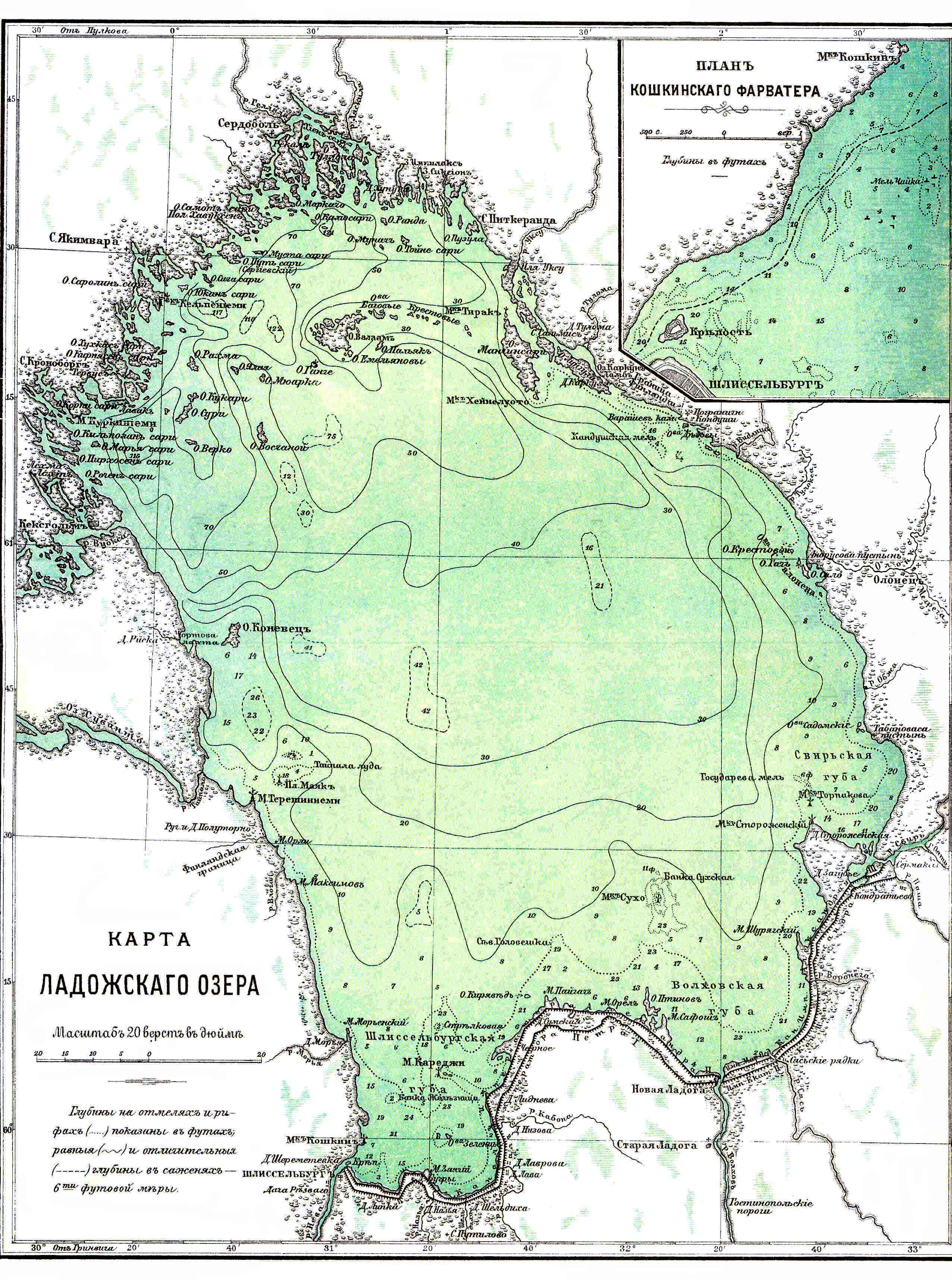
Мапа з енциклопедії Брокгауза і Ефрона

Через невелику кількість сонячного тепла волога випаровується повільно. За рік буває в середньому 62 сонячних дні. Тому впродовж більшої частини року переважають дні з хмарною, похмурою погодою, розсіяним освітленням. Тривалість дня змінюється від 5 годин 51 хвилини під час зимового сонцестояння до 18 годин 50 хвилин під час літнього сонцестояння. Над озером спостерігаються так звані «білі ночі», які настають 25—26 травня, коли сонце опускається за горизонт не більше як на 9°, і вечірні сутінки практично зливаються з ранковими. Закінчуються білі ночі 16—17 липня. Загалом тривалість білих ночей більш як 50 днів. Амплітуда середньомісячних сум прямої сонячної радіації на горизонтальну поверхню при ясному небі від 25 МДж/м² в грудні до 686 МДж/м² в червні. Хмарність зменшує в середньому за рік надходження сумарної сонячної радіації на 21 %, а прямої сонячної радіації — на 60 %. Середньорічна сумарна радіація 3156 МДж/м².
Помітний вплив на кліматичні умови справляє саме озеро. Це характеризується згладжуванням екстремальних значень кліматичних характеристик, внаслідок чого континентальні повітряні маси, проходячи над поверхнею озера, набувають характеру морських повітряних мас. Середня температура повітря в районі Ладозького озера +3,2 °C. Середня температура найхолоднішого місяця (лютого) −8,8 °C, найтеплішого (липня) +16,3 °C. Середня річна кількість опадів — 475 мм. Найменша місячна кількість опадів випадає в лютому — березні (24 мм), найбільше — у вересні (58 мм).
Впродовж року на більшій частині Ладозького озера переважають західні і південно-західні вітри. Середня місячна швидкість вітру у відкритій частині озера і на більшості островів із жовтня по січень — лютий 6—9 м/с, в інші місяці 4—7 м/с. На узбережжі середня місячна швидкість вітру змінюється від 3 до 5 м/с. Безвітря бувають рідко. У жовтні на Ладозькому озері часто бувають штормові вітри зі швидкістю понад 20 м/с, максимальна швидкість вітру досягає 34 м/с. Бризи спостерігаються на всьому узбережжі влітку в безвітряні сонячні дні та ясні ночі. Озерний бриз починається близько 9 години ранку і триває до 20 години вечора, швидкість його 2—6 м/с; поширюється він на 9—15 км вглиб суходолу. Тумани бувають найчастіше навесні, наприкінці літа й восени.

### Береги, рельєф дна й гідрографія озера
Площа озера без островів становить від 17,6 тис. км² (з островами 18,1 тис. км²); довжина з півдня на північ — 219 км, найбільша ширина — 138 км. Об'єм водної маси озера — 908 км³. Це в 12 разів більше, ніж щорічно вливається в нього річками і виноситься річкою Невою. Сезонні коливання рівня води в озері невеликі через значну площу водної поверхні цієї водойми і через відносно невеликі річні варіації кількості води, що надходить у нього. Це зумовлено наявністю великих озер у межах водозбору Ладозького озера і наявністю гідровузлів на всіх основних притоках, що все разом забезпечує досить рівномірне надходження води протягом року.
Берегова лінія озера понад 1000 км. Північні береги, починаючи від Приозерська на заході до Піткяранти на сході, здебільшого високі, скелясті, сильно порізані, утворюють численні півострови і вузькі затоки (фіорди і шхери), а також дрібні острови, розділені протоками. Південні береги низькі, слабко порізані, підтоплювані через неотектонічний субмеридіанальний перекіс озера. Узбережжя тут рясніє мілинами, кам'янистими рифами і банками. У південній половині озера — три великих затоки: Свірська, Волховська і Шліссельбурзька губи. Східний берег порізаний слабко, у нього вдаються дві затоки — Лункуланлахті і Уксунлахті, відгороджених із боку озера одним із найбільших островів Ладоги — Мантсінсаарі. Тут зустрічаються широкі піщані пляжі. Західний берег ще менш порізаний. Він поріс густим мішаним лісом і чагарниками, що підступають впритул до урізу води, уздовж якого розсипи валунів. Гряди каменів нерідко йдуть від мисів далеко в озеро, утворюючи небезпечні підводні мілини.
Для рельєфу дна Ладозького озера характерне збільшення глибини з півдня на північ. Глибина змінюється нерівномірно: у північній частині вона коливається від 70 до 230 м, у південній — від 20 до 70 м. Середня глибина озера — 50 м, найбільша — 233 м (на північ від острова Валаам (острів)). Дно північної частини нерівне, поборознене западинами, а південної частині більш спокійне. Ладозьке озеро посідає восьме місце серед найглибших озер Росії.
|               |               |  |                    |                                          |
| Ладога. Шторм | Полярне сяйво |  | Валун біля Видлиці | Захід сонця на суміжному озері Куореярві |

Прозорість біля західного узбережжя Ладозького озера 2—2,5 м, біля східного узбережжя 1—2 м, у пригирлових ділянках 0,3—0,9 м, а до центру озера збільшується до 4,5 м. Найменша прозорість була у Волховській губі (0,5—1 м), а найбільша — на захід від Валаамських островів (влітку 8—9, взимку понад 10 м). На озері спостерігаються постійні хвилювання. Під час сильних штормів вода в ньому «кипить», а хвилі майже суцільно вкриті піною. У водному режимі характерні згінно-нагінні явища (коливання рівня води на 50—70 см щорічно, максимально до 3 м), сейші (до 3—4 м), висота хвиль під час штормів до 6 м. Озеро замерзає в грудні (прибережна частина) — лютому (центральна частина), розкривається в квітні — травні. Центральна частина покривається суцільною кригою лише в дуже суворі зими. Через тривале і сильне зимове охолодження вода в озері і влітку дуже холодна; вона прогрівається тільки в тонкому верхньому шарі і в прибережній смузі. Температурний режим розрізняється в центральній глибоководній частині озера і на узбережжі. Температура води на поверхні в серпні до 24 °C на півдні, 18—20 °C в центрі, біля дна близько 4 °C, взимку під кригою 0—2 °C. Вода прісна і чиста (крім ділянок, забруднених промисловими стоками), мінеральні речовини і солі розчинені в мізерно малій кількості. Вода належить до гідрокарбонатного класу (малий вміст солей кальцію і магнію, трохи більше нікелю, алюмінію).

### Басейн і острови
Площа озера 17,7 тис. км², а з островами — 18,1 тис. км². Пересічна глибина 70 м, максимальна — 230 м. На озері є близько 660 островів загальною площею 435 км². Рівень поверхні озера на 5 м вище за рівень моря.
Приблизно 85 % притоку частини водного балансу дає приток річкових вод, 13 % — атмосферні опади і 2 % — приток підземних вод. Близько 92 % видаткової частини балансу йде на стік Неви, 8 % — на випаровування з водної поверхні.
По озеру здійснюється судноплавство, воно є частиною Волго-Балтійського і Біломоро-Балтійського водних шляхів. Через складну навігацію біля південних берегів були збудовані обвідні канали (Ладозький канал).

### Притоки
У басейні Ладозького озера близько 50 000 озер та 3500 річок довжиною більше 10 км, серед яких основними є:
- Свір з Онезького озера (790 м³/сек);
- Волхов з озера Ільмень (580 м³/сек);
- Вуоксі і Бурна з системи озер Саймаа (540 м³/сек);
- Сясь (53 м³/сек);
- Олонка з Утозера.

## Тваринний світ

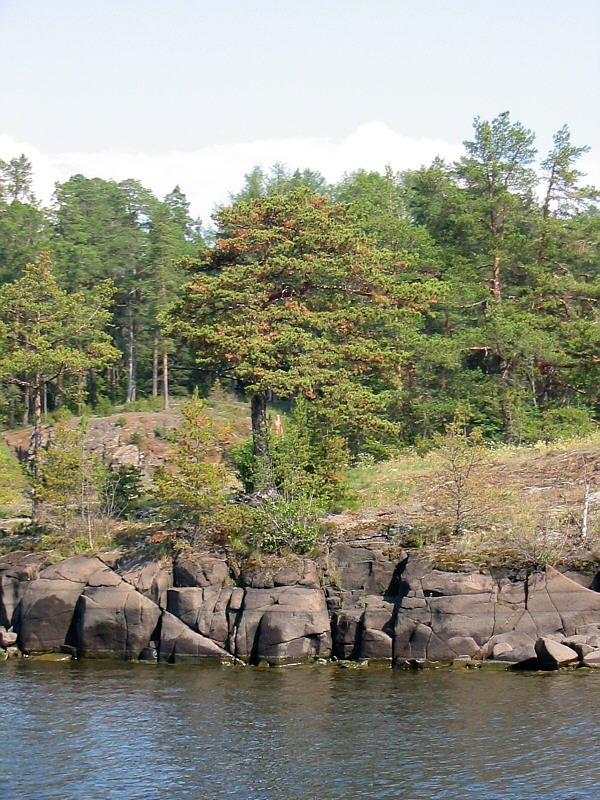
Валаам

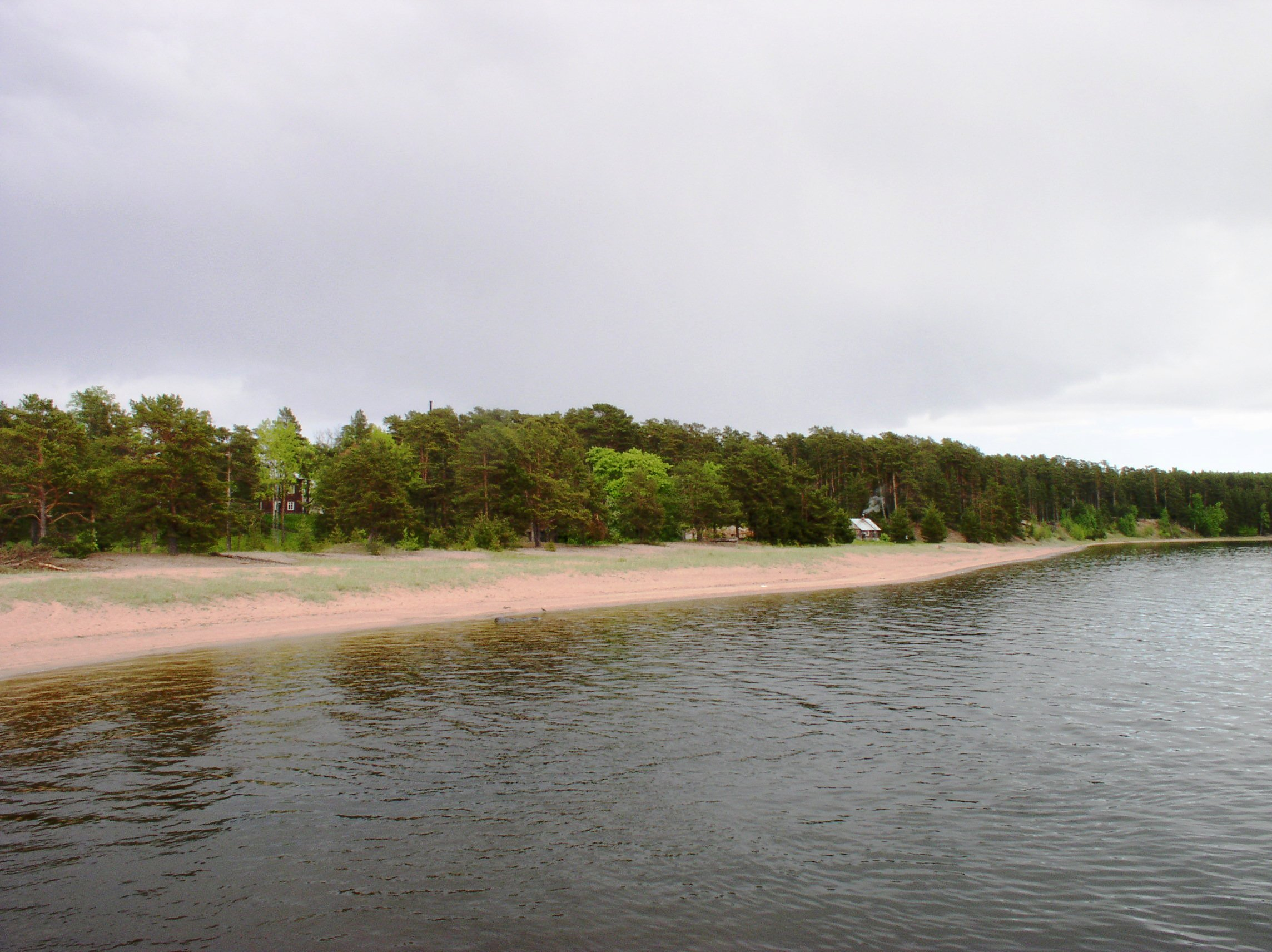
Коневець

У озері проживає понад 50 видів риби. Серед них плітка, лящ, судак, окунь звичайний, йорж звичайний, ендемічний вид корюшки, два види Coregonus albula (ряпушка), вісім видів сигу, лососеві та осетер атлантичний. Вилов риби коливається між 4900 й 6900 тонн на рік.
Серед найпоширеніших риб слід відмітити сиг, корюшку та ряпушку.
Ладога має власний ендемічний вид кільчастої нерпи — ладозька нерпа.
З початку 1960-х Ладога зазнає евтрофікацію (цвітіння води)
Також на півночі озера у гирлі річки Свір розташований Нижньосвірський заповідник.

### Екологічні проблеми

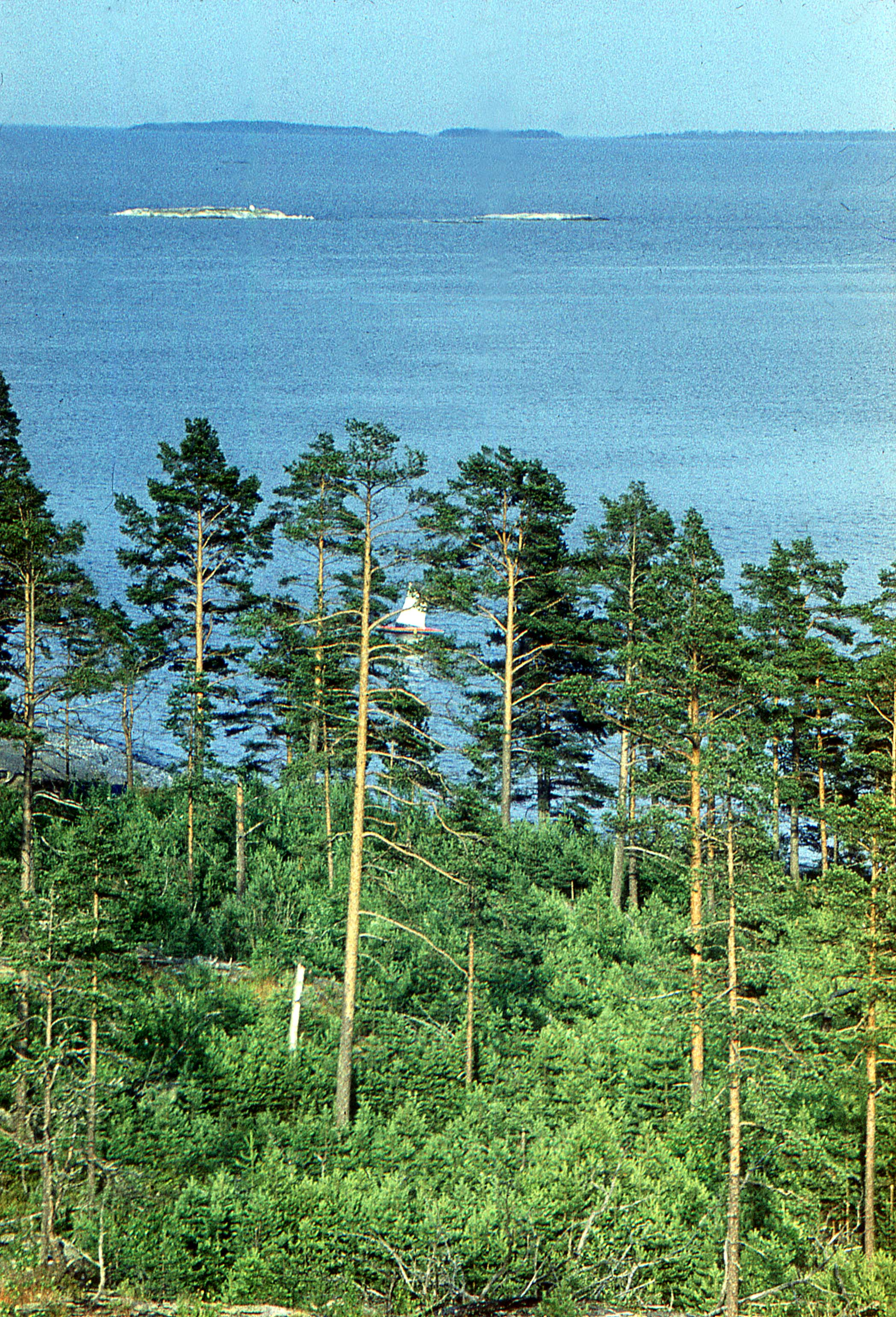
Острів Хейнясенмаа (на горизонті)

Після Другої світової війни на острові Хейнясенмаа проводилися експерименти з бойовими радіоактивними речовинами, сховищем яких був трофейний есмінець, перейменований на «Кіт». Подібні експерименти проводилися на острові Коневець, де від кінця війни до 1996 року була дослідна станція, на якій розробляли нові види зброї й вибухівки, випробовували дію на тварин фосфорорганічних отруйних речовин табуна, зарина, зомана.

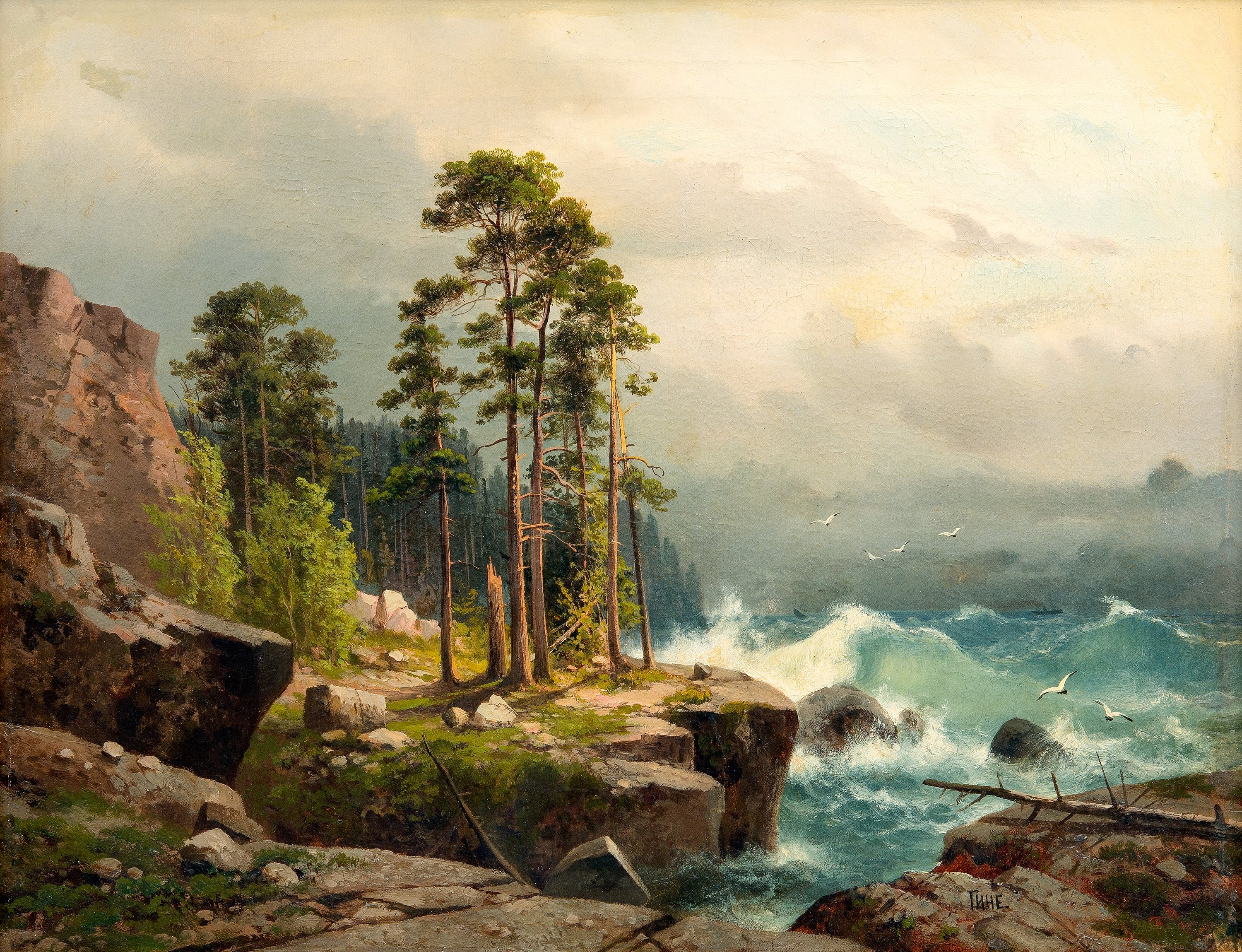
Олександр Гіне, «Буря на Валаамі»

Дослідження показують, що в Ладозькому озері стає все більше сильно забруднених ділянок. Близько 600 промислових підприємств (Волховський алюмінієвий завод, ТЕЦ, котельні, нафтохімічні і асфальтобітумні виробництва, піроліз, а також автотранспорт, палаючі звалища), у тому числі целюлозно-паперові комбінати (Сяський целюлозно-паперовий комбінат, Святогорський і Приозерський (закритий 1986 року) паперові комбінати) й кілька сотень сільськогосподарських підприємств скидають промислові стоки в Ладогу та її притоки. З них одиниці мають сучасні очисні споруди.
Дослідження показують, що в 1970-х роках води Ладозького озера за чинними стандартами вважалися найчистішими й характеризувалися I класом якості.
Сьогодні Ладога вважається помірно забрудненою водоймою, їй присвоєно III клас. На деяких островах озера відзначене радіоактивне забруднення.
Складна радіаційна обстановка окремих ділянок озера пов'язана з наявністю і роботою ядерно і радіаційно небезпечних підприємств і об'єктів, а також наслідків аварій на подібних об'єктах. Так, на території островів Кугрісаарі, Макарінсаарі, Хейнясенмаа, Ровелуото, Мекерікке, Безіменний 1, Безіменний були розташовані полігони з випробування радіоактивних речовин. Попередні обстеження у 2001—2003 роках виявили на території семи вищевказаних островів 25 ділянок радіоактивного забруднення місцевості загальною площею близько 30 000 м². У 2015 році укладено державний контракт із реабілітації території.
За даними на 2000 рік концентрації нікелю, міді, цинку, свинцю, кадмію та кобальту в придонних водах південної прибережної частини Ладозького озера і річок, які впадають у нього, близькі до середніх значень концентрацій у річках світу. Вміст заліза перевищує середні світові показники для озерних вод утричі, для річкових вод — у 13 разів. Установлено дві ділянки з аномально високим для басейну Ладоги вмістом важких металів у розчиненій формі: гирлова зона річки Мор'є, де концентрації нікелю, кадмію та міді перевищують фонові значення у 20, 10 і 3 рази відповідно і західна частина бухти Петрокрепость, де вміст міді і цинку перевищує фонові відповідно у 20 і 10 разів. Особливо сильним мікробним забрудненням вирізняються райони Волховської губи, східного прибережжя (гирла річок Олонки, Тулокси, Тулемайоки) і низка районів північного прибережжя (Приозерськ, Піткяранта, Лахденпох'я). Сильне мікробне і токсичне забруднення спостерігається у Свирській губі й низці районів східного прибережжя (гирла річок Обжанки й Видлиці).
Від 2008 року в шхерах півночі Ладозького озера на території Карелії створюють Національний парк «Ладозькі шхери». Територія майбутнього парку становитиме близько 150 тисяч гектарів, приблизно від південного кордону з Ленінградською областю до селища Імпілахті в Піткярантському районі. Національний парк «Ладозькі шхери» — це територія з унікальним ландшафтом і кліматом, виходом на поверхню докембрійських порід, малопорушеними лісами й рідкісними видами рослин, тут мешкає ладозька нерпа.

## Історія
За часів Середньовіччя Ладога була важливою ланкою Шляху із варягів у греки що проходив через фортецю Стара Ладога оберегаючу гирло Волхова з VIII сторіччя від Р. Х. За часів шведсько-новгородських війн терен був предметом суперечки між Новгородською республікою та Швецією. На початку XIV сторіччя були засновані фортеці Корела (Kexholm) й Орєшек (Nöteborg).
Давній Валаамський монастир був заснований на найбільшому ладозькому острові Валаам, покинутий у 1611—1715 роках, відновлений у XVIII сторіччі і евакуйований у Фінляндію за часів Зимової війни, в 1940 році. У 1989 році монастир знову було відновлено. На Ладозі розташовані також інші монастирі, а саме: Конвецький монастир на острові Конвець та Александро-Свірський монастир, який має чудові зразки московської середньовічної архітектури.
За часів Іжорської війни частина Ладозького узбережжя зазнала шведської окупації. У 1607 році за Столбовським миром північне і західне узбережжя Росія передала Швеції. У 1721 році, після Північної війни за Ништадтським миром було повернуто Росії. У 1812—1940 роках озеро було поділено між Фінляндією і Росією. Відповідно до Тартуського мирного договору 1920 року мілітаризація озера була обмежена. Але і СРСР, і Фінляндія мали військові флотилії на озері (дивись також Фінська Ладозька флотилія і Радянська Ладозька флотилія). Після зимової війни 1939—1940 років, згідно з Московською мирноб угодою Ладога стала внутрішнім озером СРСР.
За часів війни-продовження (1941—1944) не тільки радянські і фінськи судна були на озері, а також італійські і німецькі (дивись також Фінська флотилія K та Regia Marina#Ладозьке озеро. Ладога за часів блокади Ленінграда (1941—1944) єдиним шляхом постачання в Ленінград. Оскільки східне узбережжя знаходилось у радянських руках. Взимку постачання здійснювалось кригою Дорогою життя, влітку човнами. Після Другої світової війни Фінляндія позбулася Карелії, всі фінські громадяни були евакуйовані до Фінляндії. На північному узбережжі Ладозької Карелії місто Сортавала увійшло до складу Радянської Карелії, західне узбережжя — Карельський перешийок увійшов до складу Ленінградської області.

## Історія досліджень озера

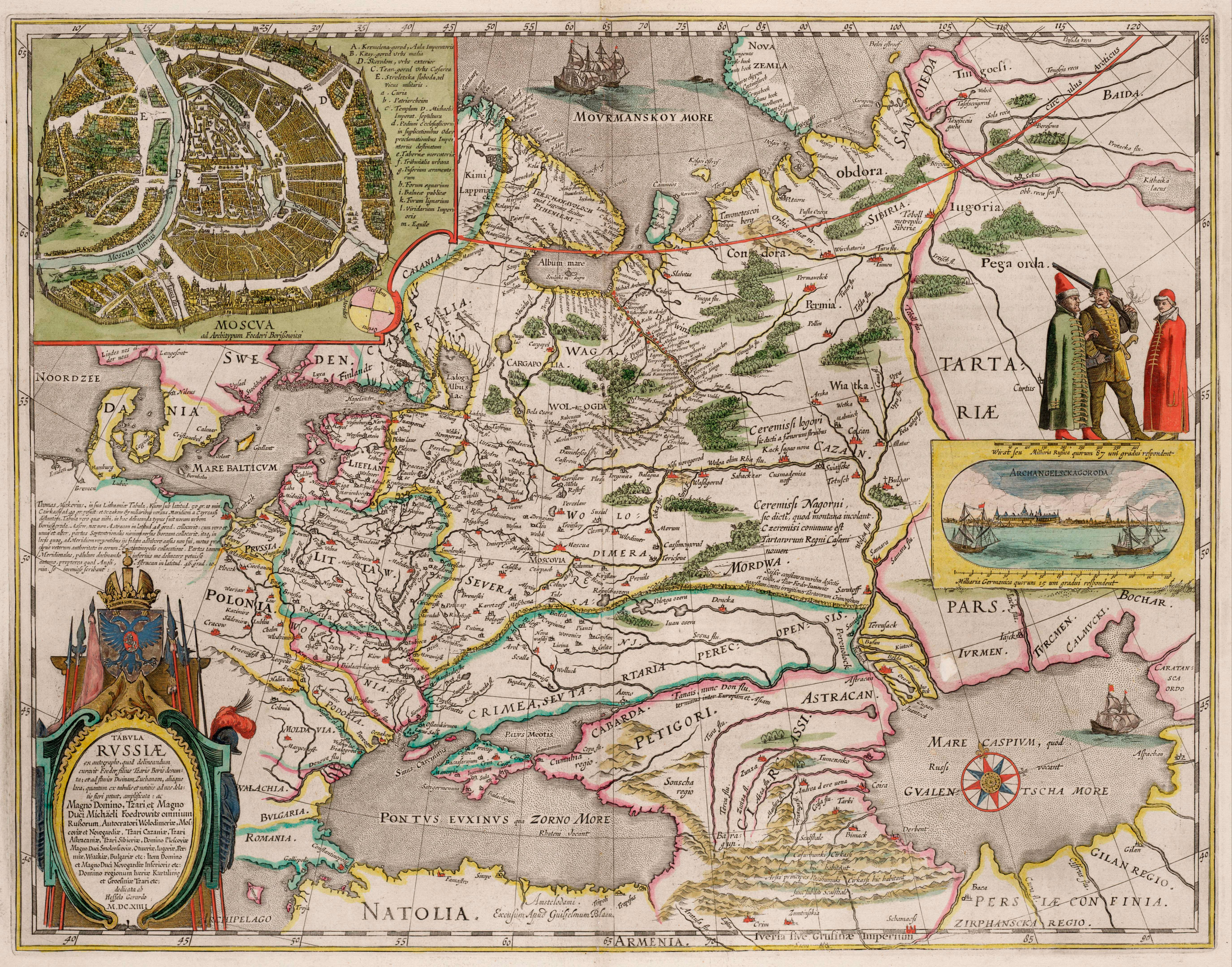
Мапа Гесселя Геррітса 1614 року (заснована на кресленні Федора Годунова)

Новгородці упродовж кількох століть мали на Ладозі не лише торговий, але й військовий флот. Від них географічні відомості різними шляхами потрапляли до західноєвропейських картографів. На одній із перших мап Московської держави, яку 1544 року виготовив середньовічний німецький картограф Себастьян Мюнстер позначене озеро Ладога. На Великому кресленні 1600 року, яке склав царевич Федір II Годунов Ладозьке озеро прописане з великою точністю обрисів берегів. У середині XVIII століття було складено «Мапу Ладозького озера і каналу», на якій показані берегова лінія і траса каналу із зазначенням його профілів.
У 1763—1765 роках за дорученням Адміралтейств-колегії експедиція під керівництвом капітан-лейтенанта Д. Селянинова виконала промір у середній частині озера, досліджувала його прибережну частину поблизу Шліссельбурга, а біля інших берегів вони провели лише рекогносцировку. Було складено рукописну мапу, яку так і не надрукували. Пізніше на інших ділянках біля берегів озера проводили дослідження гідрографи Мартин Фондезін і Семен Мордвинов. На основі цих відомостей у 1812 році в креслярській Адміралтейського департаменту було складено і видано першу мапу всього Ладозького озера. 1858 року Морське міністерство розпорядилося зробити систематичний опис озера, для чого Гідрографічний департамент спорядив експедицію під керівництвом штабскапітана Олександра Андрєєва, яка працювала до 1866 року. За підсумками експедиції Російське географічне товариство в 1875 році нагородило Андрєєва великою золотою й срібною медалями.
У 1930-х роках Управління з забезпечення безпеки кораблеводіння на Балтійському морі організувало другу експедицію з проведення систематичного опису Ладозького озера, яка створила нову геодезичну мережу на берегах озера до кордону з Фінляндією, за допомогою риболотів виконала промір берегової та центральної частини озера. У прибережній смузі суші провела топографічну зйомку, розгорнула мережу футштоків для спостережень за коливаннями рівня озера, обстежила багато мілин. На основі цих матеріалів складено мапи і плани масштабів 1:100 000 — 1:25 000, а на окремі бухти — масштабу 1:10 000. У 1950—1960-х роках Балтійська гідрографічна експедиція проводила систематичний детальний опис всього озера, у результаті якого оновлено старі і накреслено нові плани масштабу 1:10 000.
1956 року Лабораторія озерознавства (тепер Інститут озерознавства РАН) розпочала проведення комплексних лімнологічних досліджень (гідрологічних, гідрохімічних і гідробіологічних) озера. Систематичні спостереження проводилися на станціях постійної мережі, що включає 114 точок, рівномірно розподілених по акваторії озера, у тому числі 21 точку спостережень, які виконуються в процесі моніторинга, і 7 станцій для проведення комплексних спостережень на поздовжньому розрізі озера. У результаті було отримано дані по просторовому і сезонному розподілу характеристик гідрологічних, гідрохімічних і гідробіологічних процесів і вивчено їхній взаємозв'язок в озерній екосистемі. Проводилися комплексні дослідження, спрямовані на вивчення стану екосистеми в умовах зрослого антропогенного впливу, дано прогноз його подальшого розвитку при різних рівнях надходження фосфору в екосистему. Після 1991 року проводилися дослідження закономірностей функціонування екосистеми водойми, розроблено основи еколого-хіміко-токсикологічного моніторингу озера. Крім Інституту озерознавства РАН і Гідрографічної служби Військово-морського флоту РФ, у дослідженнях Ладозького озера брали участь Північно-Західне управління Роскомгідромета, Невсько-Ладозьке Басейнове водне управління, Інститут водних проблем Півночі Карельського наукового центру РАН, Державний Комітет з охорони навколишнього середовища Республіки Карелія, ВНІІОкеангеологія, Всеросійський науково-дослідний геологічний інститут ім. О. П. Карпінського, Санкт-Петербурзький державний університет, Йоенсуу та інші організації. Результатом цієї роботи став Атлас «Ладозького озера», який вийшов друком 2002 року.
Від 2002 року на дні Ладозького озера і Фінської затоки учасники проекту «Таємниці затонулих кораблів» працюють над складанням державного реєстру затонулих кораблів, літаків і різних підводних об'єктів. Завдяки особливостям води, досить прісної і холодної, багато затонулих об'єктів досить добре збереглися на дні озера.

## Міста на Ладозі
- Шліссельбург (59°56′ пн. ш. 31°02′ сх. д. / 59.933° пн. ш. 31.033° сх. д.)
- Нова Ладога (60°06′ пн. ш. 32°18′ сх. д. / 60.100° пн. ш. 32.300° сх. д.)
- Сясьстрой (60°08′ пн. ш. 32°34′ сх. д. / 60.133° пн. ш. 32.567° сх. д.)
- Піткяранта (61°34′ пн. ш. 31°28′ сх. д. / 61.567° пн. ш. 31.467° сх. д.)
- Сортавала (61°42′ пн. ш. 30°41′ сх. д. / 61.700° пн. ш. 30.683° сх. д.)
- Лахденпох'я (61°31′ пн. ш. 30°12′ сх. д. / 61.517° пн. ш. 30.200° сх. д.)
- Приозерськ (61°02′ пн. ш. 30°08′ сх. д. / 61.033° пн. ш. 30.133° сх. д.)

## Маяк «Вуохенсало»
У Приозерську за мисом Мустаніємі в бухті Моторна на Ладозькому озері розташована гавань із хвилерізом, яку облаштували тут до початку радянсько-фінської війни на прохання місцевих рибалок. Потужний хвилеріз із тесаних валунів завдовжки 150 м завершується 12-метровим маяком, який отримав химерну назву «Вуохенсало», що дослівно перекладається з фінської мови як «козяча глуш».
Цей маяк досі спрямовує рибалок своїм світлом. Рибалки тут збираються і понині, а оскільки Ладозьке озеро в цій частині і далі на південь тривалий час не замерзає, то вони виходять на рибалку на човнах і взимку, що супроводжуються світлом маяка «Вуохенсало».

## Ресурси Інтернету
- Сайт «Ладозьке озеро» [Архівовано 25 серпня 2011 у Wayback Machine.] (рос.)
- Фотоальбом «Ладога та Онега» [Архівовано 18 серпня 2011 у WebCite] (рос.)